# 栗毛钝果寄生
栗毛钝果寄生（学名：Taxillus balansae）为桑寄生科钝果寄生属下的一个种。

## 扩展阅读
- 維基物種上的相關：栗毛钝果寄生